# Elena Luzzatto
Elena Luzzatto (Ancona, 30 de octubre de 1900-Roma, 4 de noviembre de 1983) fue la primera mujer italiana en licenciarse en arquitectura, en 1925.

## Primeros años
Elena Luzzatto nació en un entorno familiar bastante inusual. Su padre, un ingeniero de ferrocarriles judío, se preocupaba mucho de la educación de su hija y le permitió acceder a estudios superiores, siendo consciente de que una mujer con estudios tenía más oportunidades en la vida.
En 1921, se trasladó a Roma donde en 1925 fue la primera mujer en licenciarse en arquitectura ― presentando el proyecto de un sanatorio en Como como proyecto fin de carrera—por la Real Escuela Superior de Arquitectura de Roma, fundada por Gustavo Giovannoni en 1919, que desde 1932 se convirtió en la primera Facultad de Arquitectura en Italia.
A los 36 años se casó con el ingeniero católico Felice Romoli, con quien colaboró en algunos concursos. La pareja nunca tuvo hijos.
En 1938, tras la promulgación de las leyes raciales, Elena Luzzatto adquirió el apellido de la madre, Cloe Valentini (católica), evitando las consecuencias que habrían podido derivar del hecho de tener un apellido judío.

## Trayectoria
Sus trabajos expresan un cambio de paradigma en la arquitectura de la época, el paso de la tradición a la modernidad: Luzzatto demuestra una renovada sensibilidad hacia temas relacionados con la claridad, racionalidad y precisión del programa funcional, más bien que con el lenguaje formal. De hecho, sus soluciones de diseño son muy heterogéneas, y siempre muy atentas al complejo sistemas de relaciones urbanas y paisajísticas que el proyecto de arquitectura consigue construir con su entorno.
Tras acabar la carrera, en 1926 empezó a trabajar en el Governatorato di Roma – la Oficina Técnica de Urbanismo y planificación urbana de la ciudad de Roma – en la que pudo dedicarse a numerosos proyectos de equipamientos públicos (cementerios, edificios escolares, mercados), llevando a cabo simultáneamente, hasta 1934, su actividad docente en colaboración con el profesor Vincenzo Fasolo. Se trató de algo excepcional para la época: Elena tuvo la oportunidad de tener acceso a encargos públicos antes de que Mussolini, en 1934, impidiera que las mujeres trabajasen en instituciones públicas.
Su actividad profesional fue muy intensa: a lo largo de su carrera diseñó más de 40 edificios y ganó por lo menos 12 concursos. Trabajó en el Governatorato hasta 1958, manteniendo sin embargo su propio estudio hasta los 77 años de edad. Después de los años 50, fue una de las pocas mujeres arquitectas italianas cuyos trabajos recibieron la atención del público y de la crítica a través de su participación en exposiciones nacionales.
En los años 20 y 30 del siglo XX fue premiada en numerosos concursos de arquitectura en los que alcanzó unos resultados tan exitosos como para ser considerada una de las mayores exponentes de la arquitectura racionalista italiana. Tal y como afirma Anna Maria Speckel, que en su artículo “Architettura moderna e donne architette” publicado en 1935 en la revista Almanacco della donna italiana la menciona junto a otros nombres de arquitectas italianas de la época, como el de Annarella Gabrielli y Maria Casoni-Bortolotti.
En 1928 diseñó el proyecto de un chalet en Ostia Lido para el jerarca fascista Giuseppe Bottai (quien sugirió a Mussolini que realizara el proyecto EUR); en la misma ciudad, ganó en 1932 – junto con la ingeniera María Casoni-Bortolotti – un concurso para la realización de una urbanización de chalets, que nunca llegó a realizarse. Su experiencia en proyectos de viviendas de varias tipologías (viviendas tanto unifamiliares como colectivas) se complementó con otros tipos de encargos de obras e instalaciones públicas, como estaciones de trenes, edificios rurales coloniales (en Somalía), sanatorios y hospitales, iglesias, edificios escolares, cementerios, mercados y tiendas. Realizó algunos de sus proyectos en colaboración con su marido, el ingeniero Felice Romoli, con quien ganó también el segundo premio de dos concursos de edificios hospitalarios: el primero, en Viterbo (1934), preveía una estructura muy compacta caracterizada por un novedoso esquema funcional planimétrico; el segundo, en Bolzano (1936), consistía en una solución volumétrica muy articulada y compleja que se adaptaba a la configuración orográfica de las pendientes naturales del terreno de la zona.
Fue sobre todo después de la Segunda Guerra Mundial que muchos de sus proyectos empezaron a construirse; entre sus obras realizadas, se destacan: el mercado cubierto de la plaza Principe di Napoli (hoy denominada Plaza Alessandria) en Roma (1935), que sigue todavía en uso y que testifica en sus soluciones formales un renovado enfoque de su autora hacia la historia (en su re-interpretación de la tipología arquitectónica del Mercado romano) conjugado con el lenguaje moderno del cemento armado; el cementerio militar francés (Roma, 1945) en el que una combinación dinámica de principios de diseño relacionados con los elementos tradicionales del jardín mediterráneo y a la italiana permitió dar una respuesta proyectual adecuada a los numerosos vínculos impuestos por la normativa.
Realizó el proyecto tras ganar el primer premio del concurso homónimo en colaboración con Maria Teresa Parpagliolo Shepard, con quien entretenía una relación de amistad y que es actualmente considerada una de las más influyentes arquitectas italianas paisajistas del siglo XX.
También proyectó el mercado de Primavalle (Roma, 1950), en el que la concepción estático-estructural se convierte en el elemento generador del diáfano espacio arquitectónico interno y el edificio escolar de Villa Chigi (Roma, 1950).
En la posguerra (entre 1958 y 1964) fue jefe del equipo encargado de unos proyectos de viviendas de protección pública por cuenta del Instituto INA-Casa en Abruzzo, Sicilia, Sardegna, Puglia.